# Legend Maker
Legend Maker (wcześniej Mester de Juglaria) - zespół muzyczny z Kolumbii grający power metal, założony w 1994.

## Muzycy

### Obecny skład zespołu
- Diego Gomez - śpiew
- Fito Satizabal - gitara
- Fabian Alicastro - gitara
- Julian Gonzalez - gitara basowa
- Juan Felipe - perkusja
- Luis Fernando Caballero - instrumenty klawiszowe

#### Byli członkowie
- Michael Grant - śpiew i gitara
- Harold del Castillo - gitara
- Luis Carlos Ochoa - gitara basowa
- Alfonso Moreno - gitara basowa
- Andres Rodriguez - śpiew
- Mauricio Ochoa - gitara

## Dyskografia
- Story (1997) (demo)
- The Path to Glory (1999)
- Lies bleeding the Blind (2002)